# Snizort Free Church
De Snizort Free Church is een kerk van de Free Church of Scotland (Continuing) in het gehucht Skeabost in de buurt het plaatsje Uig op Skye. De kerk is gebouwd in het jaar 1847. De eerste predikant van de gemeente was Rev Roderick MacLeod. De diensten worden gehouden op zondagen op 12.00 en 18.00 uur. Op de laatste zondag van de maand wordt er om 11.00 uur een dienst gehouden in het Schots Gaelic. Naast de kerk is een pastorie (manse) gelegen.
De kerk staat aan de oever van Loch Snizort, een diepe inham van de Atlantische Oceaan. Het witgepleisterde gebouw is in 1982 opgenomen op de monumentenlijst van Historic Environment Scotland onder monumentnummer ID: 13978. De naam Snizort is overigens de naam van de omgeving, waaronder verschillende kleine dorpen vallen.

## Afbeeldingen

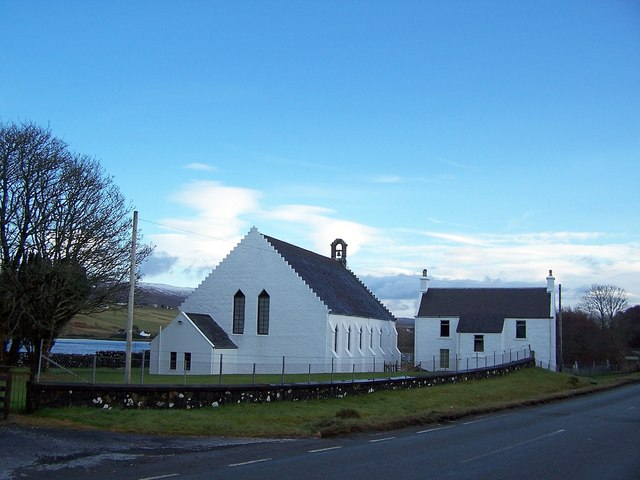
Aanzicht op de kerk vanaf de A850 (weg naar Uig)
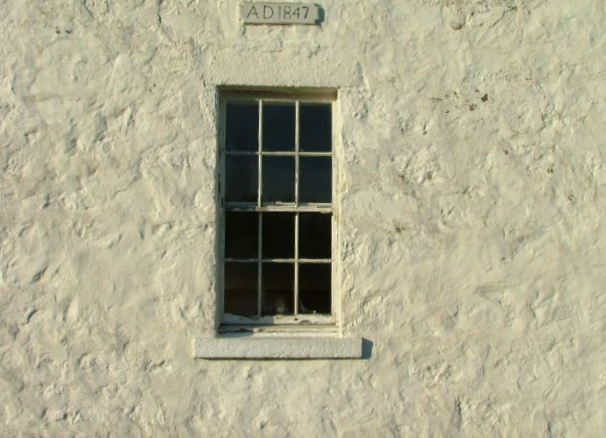
Datuminscriptie boven een venster
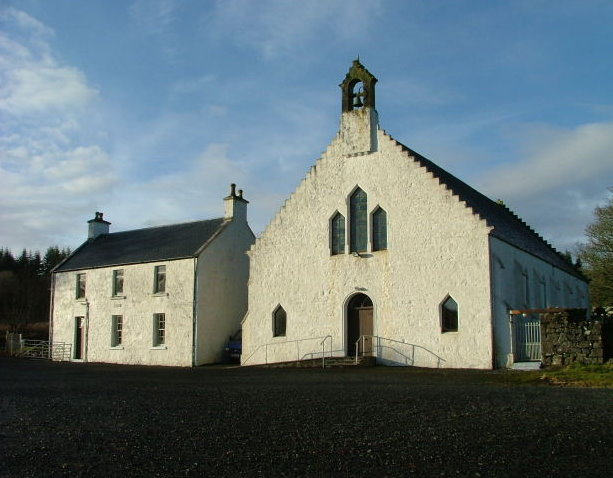
De kerk vanaf de andere zijde
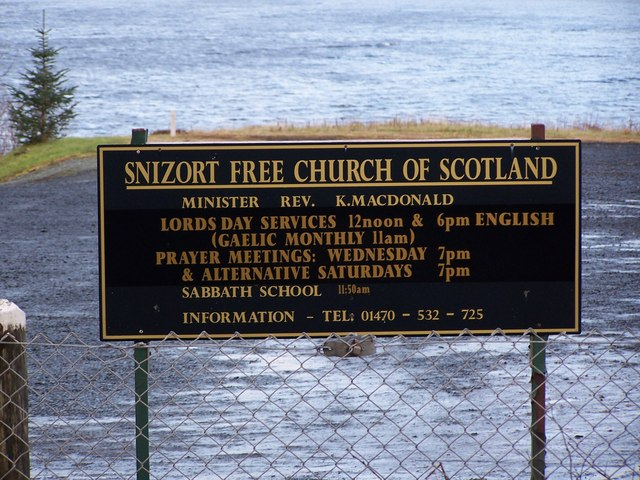
Informatiebord met tijdstippen
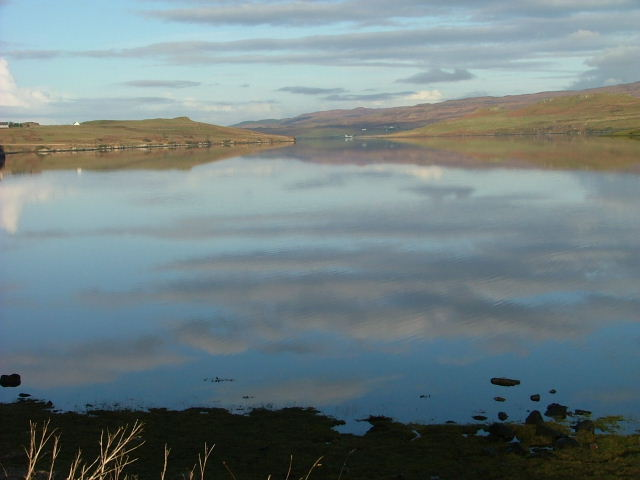
Uitzicht op Loch Snizort vanaf het terrein van de kerk.